# Maria Homem
Maria Lucia Stacchini Ferreira Homem (1969) é uma psicanalista, professora e escritora brasileira. Formou-se em Psicologia pela Universidade de São Paulo (1991). Realizou mestrado em Psicanálise e Estética na Universidade de Paris 8 (1995) e doutorado em Teoria Literária e Literatura Comparada na Universidade de São Paulo (2001). É professora na Fundação Armando Álvares Penteado (FAAP) e pesquisadora do Núcleo Diversitas (FFLCH - USP). Entre 2021 e 2022, assinou uma coluna no jornal Folha de S. Paulo. Desde 2018, tem um canal no YouTube onde apresenta vídeos sobre psicanálise, literatura, comunicação, cultura, subjetividade e contemporâneo.

## Vida pessoal
Foi casada com o também psicanalista Contardo Calligaris. Após a morte de Calligaris, declarou em entrevista ao GZH em julho de 2021 que, "tive duas experiências profundas de perda. Uma foi uma morte abrupta, repentina, quando eu era jovem, que foi a do meu pai [vítima de atropelamento]. Foi muito difícil, é um tipo de trauma. É muito denso, você muito jovem e uma figura tão importante morrer de maneira abrupta... O que fazer com esse buraco [morte de Calligaris]? Li o livro da Rosa Montero sobre a Marie Curie, chamado A Ridícula Ideia de Nunca Mais te Ver (2019)."

## Obras
- "No limiar do silêncio e da letra" (Boitempo, 2012)
- "Coisa de menina?", com Contardo Calligaris (Papirus, 2019)
- "Lupa da alma", com Contardo Calligaris (Todavia, 2020)